# Unité urbaine de Loire-Authion
L'unité urbaine de Loire-Authion est une unité urbaine française centrée sur la commune de Loire-Authion, située dans le département de Maine-et-Loire et la région Pays de la Loire.

## Données globales
En 2010, selon l'INSEE, l'unité urbaine de Loire-Authion était composée d'une seule commune, située dans le département de Maine-et-Loire, plus précisément dans l'arrondissement d'Angers.
Dans le nouveau zonage de 2020, elle est composée de cinq communes.
En 2022, avec 26 379 habitants, elle représente la 4e unité urbaine du département de Maine-et-Loire et occupe le 12e rang dans la région Pays de la Loire.
En 2022, sa densité de population s'élève à 148 hab/km2. Par sa superficie, elle représente 2,5 % du territoire départemental et, par sa population, elle regroupe 3,19 % de la population du département de Maine-et-Loire.

## Délimitation de l'unité urbaine de 2020
La composition de l'unité urbaine est la suivante :
| Nom                          | Code Insee | Département    | Statut       | Superficie (km2) | Population (dernière pop. légale) | Densité (hab./km2) | Modifier                                    |
| ---------------------------- | ---------- | -------------- | ------------ | ---------------- | --------------------------------- | ------------------ | ------------------------------------------- |
| Loire-Authion (ville-centre) | 49307      | Maine-et-Loire | ville-centre | 113,66           | 16 588 (2022)                     | 146                | modifier les données · modifier les données |
| Cornillé-les-Caves           | 49107      | Maine-et-Loire | banlieue     | 10,38            | 481 (2022)                        | 46                 | modifier les données · modifier les données |
| Mazé-Milon                   | 49194      | Maine-et-Loire | banlieue     | 41,79            | 5 770 (2022)                      | 138                | modifier les données · modifier les données |
| Le Plessis-Grammoire         | 49241      | Maine-et-Loire | banlieue     | 9,14             | 2 649 (2022)                      | 290                | modifier les données · modifier les données |
| Sarrigné                     | 49326      | Maine-et-Loire | banlieue     | 2,97             | 891 (2022)                        | 300                | modifier les données · modifier les données |

## Évolution démographique
L'évolution démographique ci-dessous concerne l'unité urbaine selon le périmètre défini en 2020.
| 1968   | 1975   | 1982   | 1990   | 1999   | 2010   | 2015   | 2022   |
| ------ | ------ | ------ | ------ | ------ | ------ | ------ | ------ |
| 11 578 | 12 456 | 16 449 | 19 307 | 20 988 | 23 951 | 25 056 | 26 379 |

#### Données générales
- Unité urbaine
- Aire d'attraction d'une ville
- Liste des unités urbaines de France

#### Données démographiques en rapport avec l'unité urbaine de Loire-Authion
- Aire d'attraction d'Angers
- Arrondissement d'Angers

#### Données démographiques en rapport avec le Maine-et-Loire
- Démographie de Maine-et-Loire